# 莫里青乡
莫里青乡，是中华人民共和国吉林省四平市伊通满族自治县下辖的一个乡镇级行政单位。

## 行政区划
莫里青乡下辖以下地区：
刘家村、莫里村、劳动村、兴宏村、八家村、施家村和老虎沟村。